# Волча-Мала
Волча-Мала (пол. Wołcza Mała, нім. Klein Volz) — село в Польщі, у гміні Мястко Битівського повіту Поморського воєводства.
Населення — 145 осіб (2011).
У 1975-1998 роках село належало до Слупського воєводства.

## Демографія
Демографічна структура станом на 31 березня 2011 року:
|          | Загалом | Допрацездатний вік | Працездатний вік | Постпрацездатний вік |
| -------- | ------- | ------------------ | ---------------- | -------------------- |
| Чоловіки | 74      | 14                 | 53               | 7                    |
| Жінки    | 71      | 15                 | 43               | 13                   |
| Разом    | 145     | 29                 | 96               | 20                   |